# Нагорная Лака
Нагорная Лака — село в Вадинском районе Пензенской области России. Входит в состав Большелукинского сельсовета.

## География
Село находится в северо-западной части Пензенской области, в пределах восточной окраины Окско-Донской низменности, в лесостепной зоне, на берегах ручья Лашма, вблизи места впадения его в реку Лака, на расстоянии примерно 6 км (по прямой) к западу-северо-западу (WNW) от села Вадинск, административного центра района.
Климат
Климат характеризуется как умеренно континентальный. Средняя температура воздуха самого холодного месяца (января) составляет −11,5 °C (абсолютный минимум — −44 °С); самого тёплого месяца (июля) — 19,5 °C (абсолютный максимум — 38 °С). Продолжительность безморозного периода составляет 133 дня. Годовое количество атмосферных осадков — 467 мм. Снежный покров держится в среднем 141 день.
Часовой пояс
Село Нагорная Лака, как и вся Пензенская область, находится в часовой зоне МСК (московское время). Смещение применяемого времени относительно UTC составляет +3:00.

## История
Основано служилыми людьми в середине XVII века. В дальнейшем находилось в собственности у однодворцев. В 1782 году в селе имелись 35 дворов и деревянная православная церковь во имя Покрова Пресвятой Богородицы. В 1894 году действовала школа грамоты. По состоянию на 1911 год в Нагорной Лаке, относившейся к Керенской волости Керенского уезда, имелись одно крестьянское общество, 135 дворов, церковь и церковно-приходская школа. Население села того периода составляло 808 человек. По данным 1955 года в селе располагалась центральная усадьба колхоза имени Молотова.

## Население
| 1782 | 1864 | 1877 | 1897 | 1911 | 1926 | 1930 |
| ---- | ---- | ---- | ---- | ---- | ---- | ---- |
| 272  | ↗463 | ↗512 | ↗648 | ↗808 | ↘651 | ↗774 |
| 1939 | 1959 | 1979 | 1989 | 1996 | 2002 | 2010 |
| ↘366 | ↘233 | ↘105 | ↘77  | ↘67  | ↘41  | ↘24  |

Половой состав
По данным Всероссийской переписи населения 2010 года, в гендерной структуре населения мужчины составляли 58,3 %, женщины — соответственно 41,7 %.
Национальный состав
Согласно результатам переписи 2002 года, в национальной структуре населения русские составляли 100 % из 41 чел.

## Улицы
Уличная сеть села состоит из одной улицы (ул. Нагорная).

## Известные уроженцы
- Пивоваров, Николай Иванович (1921—1995) — советский военнослужащий, старшина. Полный кавалер ордена Славы.